# Aspilota schlainingiaca
Aspilota schlainingiaca är en stekelart som beskrevs av Fischer 1976. Aspilota schlainingiaca ingår i släktet Aspilota och familjen bracksteklar. Inga underarter finns listade.